# ヤズデギルド2世
ヤズデギルド2世（Yazdegerd II, パフラヴィー語: 𐭩𐭦𐭣𐭪𐭥𐭲𐭩, ペルシア語: یزدگرد）はサーサーン朝の君主（シャーハーン・シャー、在位：438年 - 457年）。
ヤズデギルド2世はバハラーム5世（在位：420年 - 438年）の後を継ぎ、438年から457年にかけてペルシアを統治した。彼の治世の特徴は、西の東ローマ帝国と東のエフタルに対する戦争と、国内における非ゾロアスター教徒、すなわちキリスト教徒にゾロアスター教の信仰を課すことによって、官僚制度の下で王朝の中央集権化の強化を試みたことである。ヤズデギルド2世の死は、彼の二人の息子のホルミズド3世とペーローズ1世の王位継承争いに発展し、後者が勝利を収めることになった。
また、ヤズデギルド2世はサーサーン朝の君主として初めて「カイ」の称号を用いた。これは明らかに、ヤズデギルド2世とサーサーン朝をアヴェスターで称えられている神話上の王朝であるカヤーン朝と結びつけていることを示している。

## 名前の語源
ヤズデギルド (Yazdegerd) の名は、古代ペルシア語の yazad yazata-（神）と -karta（創造した）の組み合わせであり、ペルシア語の Bagkart とギリシア語の Theoktistos と同様の「神が創造した」を意味している。ヤズデギルドの表記は他の言語では次のように知られている。パフラヴィー語 Yazdekert、新ペルシア語 Yazd(e)gerd、シリア語 Yazdegerd, Izdegerd および Yazdeger、アルメニア語 Yazdkert、タルムード Izdeger および Azger、アラビア語 Yazdeijerd、ギリシア語 Isdigerdes。

## 戦争

サーサーン朝とローマ帝国の国境地帯

438年にバハラーム5世が死去し、子のヤズデギルド2世に王位が引き継がれた。西の隣国である東ローマ帝国は、387年のサーサーン朝との和平条約締結以来、両帝国が遊牧民の攻撃に対するコーカサスの防衛に協力する義務があることで合意していた。東ローマ帝国はサーサーン朝に対し不定期におよそ500ポンド（226キログラム）の金を支払うことで、コーカサスの防衛の援助をしていた。東ローマ帝国はこの支払いを政治的な助成金とみなしていたが、サーサーン朝はこれを貢納と見なし、東ローマ帝国がサーサーン朝の代理人的な存在であることを示すものであった。やがて東ローマ皇帝テオドシウス2世は支払いを続けることを渋るようになったため、440年にヤズデギルド2世は東ローマ帝国に対して戦端を開いた。しかし双方ともほとんど成果を上げることはなかった。
東ローマ帝国はヴァンダル族によって南方の前線で強い圧力を受け、439年にはカルタゴを征服されていた。このため、テオドシウス2世は和平を求め、軍司令官のアナトリウスをヤズデギルド2世の宿営地に派遣した。その後の交渉において、両帝国がメソポタミアに新たな要塞を建設しないこと、引き続きサーサーン朝がコーカサスを侵略から守るための支払いを得ることで合意した。東ローマ帝国との和平条約締結後にヤズデギルド2世はアルメニアに向かい、アルメニア人を破り、貴族、聖職者を捕え、軍隊を捕虜にした。そして、エフタルの攻撃から国境を守るために、捕えた者たちをサーサーン朝の東部の州へ送った。440年代、ヤズデギルド2世は北方からの侵略に備えるため、デルベントに泥煉瓦造りの防御施設を建設した。
453年、ヤズデギルド2世はエフタルの脅威に対処するために宮廷をホラーサーンのニーシャープールに移し、大臣（Wuzurg framadar）のミフル・ナルセをサーサーン朝の責任者として旧都に残した。ヤズデギルド2世はエフタルとの戦争に何年も費やした。『Šahrestānīhā ī Ērānšahr』（「イランの州都」の意。8世紀後半または9世紀前半に完成した地理に関するパフラヴィー語の文書）によれば、ヤズデギルド2世はダームガーンの市街を要塞化し、エフタルに対する強力な国境の基地に変えた。ヤズデギルド2世がヒルカニアの北部に存在したエーラーン・クワラー・ヤズデギルド（「イラン、ヤズデギルドの栄光」の意）州を設置したのはこの時期である。ヤズデギルド2世がエフタルの侵略から帝国東方の一部の安全をどうにか確保した後、ヤズデギルド2世は増加するフン族の脅威から東ローマ帝国とともにコーカサスを防御するため、アルメニアとアルバニア（現代のアルバニアとは全く別のコーカサスの地方）に焦点を移した。

## 宗教政策

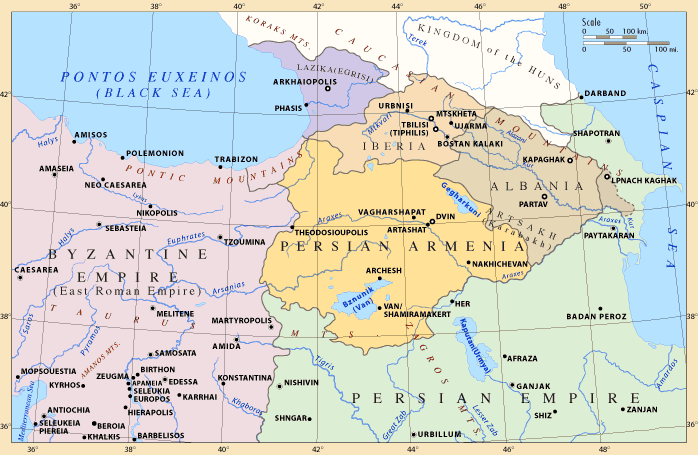
サーサーン朝アルメニアの地図

ヤズデギルド2世の政策は議論の的となってきた。アラビア語とペルシア語の文献は貴族に対する彼の個人的な尊重と反感を強調しているが、アルメニア語とシリア語の文献は彼を宗教的な狂信者と表現している。後者の側面は現代の歴史家の間でしばしば強調されている。帝国の不安定さは、貴族との関係が不安定であり、東方のエフタルによる大きな試練に直面していたヤズデギルド2世の下で増加し続けていた。ヤズデギルド2世の治世の初めに、彼はほぼイベリア人とアルメニア人からなる騎兵隊が原因でエフタルの手によっていくつかの敗北を喫し、彼はキリスト教徒に敗北の責任を負わせた。キリスト教徒への迫害は、446年にメソポタミアのカルフのキリスト教徒の貴族から始まった。彼は後にイベリアとアルメニアのキリスト教徒の貴族に焦点を移した。ヤズデギルド2世の非ゾロアスター教徒への迫害は概して限定されたものであったらしく、貴族が主要な標的となっていた。しかし実際にはゾロアスター教徒の貴族もヤズデギルド2世の標的にされていた。ヤズデギルド2世には家族よりも自分に対して忠実な宦官を生み出すために、家族から引き離され、去勢された男子を軍隊や宮廷へ送り込める利点があった。
もともとヤズデギルド2世は有力者達を懐柔するという父の政策を受け継いでいた。しかし暫くした後、彼は有力者達に背を向け自身の政策を実行し始めた。有力者達が自身の新しい政策が人々の怒りを買っていると彼に告げたとき、彼はこう言って同意しなかった。「私の父が見せた君たちに対する行儀の良い振る舞い、父に近づき擁護を得る、そういったすべての気前の良さを君たちに与えることが父に続くすべての王にとって義務であると考えるのは君たちにとって正しくない... それぞれの時代には独自の慣行がある。」 しかしながら、ヤズデギルド2世はサーサーン朝の数人の君主の殺害で最高潮に達していた王と貴族および神官団の長年の対立を依然として十分に意識していた。

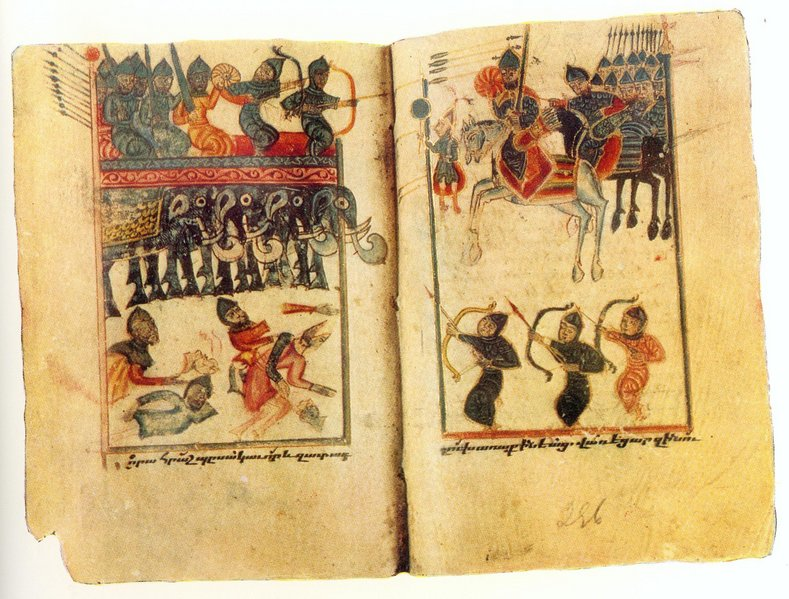
アヴァライルの戦いを描いた15世紀のアルメニアの細密画

ヤズデギルド2世の治世中における主要な目標は、貴族の協力を必要とする官僚機構の中央集権化を強化することによって、国に危険を引き起こす内外の諸問題と戦うことであった。この方針を推し進めることへの正当性は、後にヤズデギルド2世がアルメニアの非ゾロアスター教徒への迫害を終わらせ、国内における信仰の自由を認め、451年にアルメニアの新しい太守（マルズバーン）としてアードゥル・ホルミズドを任命した頃には見せかけのものとなっていた。これは宗教的な狂信者によってなされたとは考えられない類の決定だったであろう。現代の歴史家であるスコット・マクドノウによれば、実際にはゾロアスター教の信仰は、ヤズデギルド2世にとって、おそらく「個人を対象とした忠誠心のテスト」であった。しかしながら、キリスト教徒の貴族を官僚機構に統合するというヤズデギルド2世の政策は、さらなる解決の困難な結果をもたらした。アードゥル・ホルミズドの任命前にアルメニアは大規模な反乱に陥っていた。反乱の原因は、ミフル・ナルセがアルメニアでゾロアスター教の一派であるズルワーン教の信仰を課そうとしたことであった。ミフル・ナルセの意向はヤズデギルド2世の意向とは異なっていた。この結果、アルメニアの貴族の多く（但しすべてではない）がアルメニアの最高司令官（sparapet）であるヴァルダン・マミコニアンの下に結集した。アルメニアの反乱勢力は東ローマ帝国に援助を求めようとしたが、彼らの助力を得ることはできなかった。一方では、マルズバーンのヴァサク・シウニが率いるアルメニア人の別の一派がサーサーン朝と同盟を結んでいた 。
451年6月2日、サーサーン朝軍と反乱軍はアヴァライルで激突し（アヴァライルの戦い）、サーサーン朝軍が勝利を収めた。ヴァルダン・マミコニアンを含む九人の将軍が殺され、多くのアルメニアの貴族と兵士が同じ運命をたどった。しかしながら、サーサーン朝軍もまたアルメニアの反乱軍による断固とした抵抗によって甚大な損失を被っていた。その後、ヤズデギルド2世は国内での迫害を終わらせたが、510年にヴァルダン・マミコニアンの親族であるヴァード・マミコニアンがヤズデギルド2世の孫であるカワード1世によってマルズバーンに任命されるまで緊張状態は続いた。
ユダヤ人もヤズデギルド2世の下で迫害の対象となっていた。ヤズデギルド2世は安息日に公然と従うことを禁止する布告を発したといわれ、何人かのユダヤ人指導者の処刑を命じた。エスファハーンのユダヤ人コミュニティーはゾロアスター教の二人の神官を生きたまま激しく鞭打つことで公然と報復し、その結果、ユダヤ人に対するさらなる迫害につながった。

## 人物像
ヤズデギルド2世は、「質問し、調べ、理解する。最善を選び、維持しよう」という座右の銘を持った、抜け目がなく博学な君主であった。一般にペルシアの文献では称賛されており、情熱的で慈悲深い統治者として説明されている。彼は狩り、大宴会、長時間にわたる大勢の謁見といった彼の父親の奔放な振る舞いを止めたことで讃えられている。中世の歴史家のイブン・アル＝バルキとハムザ・アル＝イスファハニによると、彼は「紳士ヤズデギルド」（Yazdegerd-e Narm）として知られていた。しかしながら、ヤズデギルド2世への好意的な説明は、帝国内で非ゾロアスター教徒を迫害し、ペルシアの貴族階級、とりわけ帝国内の人々の宗教的、文化的生活に対して自らの権威を押しつけるために帝国を利用しようと努めたゾロアスター教の神官団を懐柔した彼の政策によるものである。これは彼の祖父で同じ名を持つヤズデギルド1世（「罪人」のあだ名で知られる）の政策とは対照的である。ヤズデギルド1世は、非ゾロアスター教徒に対して寛容な政策をとり、貴族と神官団の要求に従うことを拒否したため、ペルシアの文献において反感を受けやすい対象になっている。

## 硬貨の鋳造と帝国のイデオロギー

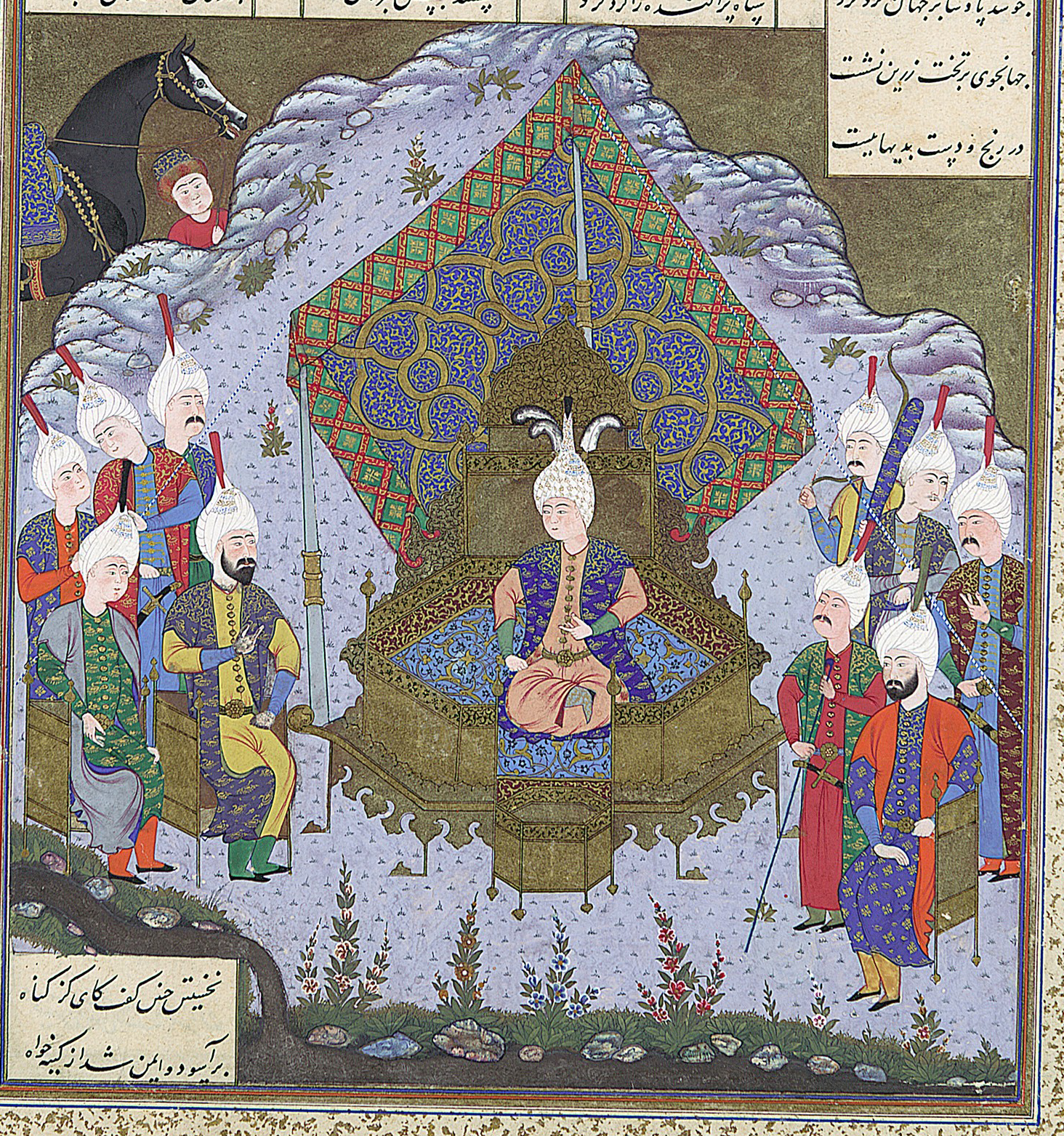
王座に座るヤズデギルド2世を描いたシャー・ナーメの16世紀の挿絵

ヤズデギルド2世の治世は、サーサーン朝の硬貨について新しい銘文の様式が始まる時代にあたっている。mzdysn bgy kdy（マズダー - 威厳を崇拝するカヤーン人）の銘文は、伝説上のアヴェスターの王朝であるカヤーン朝へのヤズデギルド2世の嗜好を表している。これはもともとは西へ指向していたサーサーン朝の政治視点が、この時代では東へ向かうようになっていたためである。ヤズデギルド1世とバハラーム5世の時代に既に始まっていたこの傾向は、ヤズデギルド2世のもとでその頂点に達した。これはペルシア東部の前線で敵対的な部族が出現したために引き起こされた可能性がある。エフタルに対する戦争は、ペルシアのカヤーン人の支配者とアヴェスターで明示されているトゥーラーンの敵対者との間に存在する神話上の抗争を想起させたかもしれない。このため、東方のトゥーラーン人に対する戦争でペルシアの神話上の王たちが使用していた「カイ」の称号が採用されたことは、ペルシアと東方の敵対者との衝突の結果であった可能性がある。

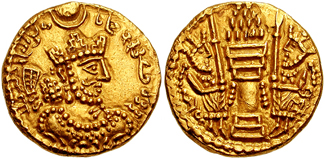
メルヴで鋳造されたヤズデギルド2世の硬貨

同様に、伝説的なペルシアの英雄王であるフェリドゥーン（Fereydun, パフラヴィー語: Frēdōn）の物語を含む、ペルシアの伝説や叙事詩の文献がサーサーン朝の人々によって収集されたのもこの時期であった可能性が最も高い。フェリドゥーンは自らの王国を三人の息子たちの間で分割した。長男のサルムは西の王国であるローマを、次男のトゥールは東の王国であるトゥーラーンを、そして末子のイーラジュは王国の中心部であるペルシアを受け取った。それゆえに、カヤーン人に関する文献の影響を受け、ヤズデギルド2世はフェリドゥーンとイラージの継承者であると考え、さらにペルシアの所有物として西のローマの領土だけではなく、東のエフタルの領土も自らのものであると考えたのかもしれない。このように、サーサーン朝の人々はカヤーン人の「カイ」の称号を帯びることによって、これらの土地に対する権利を主張しようとした可能性がある。
また、新しい図案がサーサーン朝の硬貨の裏面に描かれるようになる。裏面には伝統的な火の祭壇の両側に二人の付き人が配置されているが、ヤズデギルド2世の硬貨は付き人の姿がより敬うような態度で描かれている。これはおそらく、ヤズデギルド2世のゾロアスター教への忠誠をよく表している。アソーリスターン州とフーゼスターン州は西方でヤズデギルド2世に最も多くの鋳造地を供給し、東方ではグルガーン州とマルヴ州が最も多く供給した。これらは間違いなくサーサーン朝の東西二つの前線での戦争の支えとなった。

## 死と後継者
457年にヤズデギルド2世は死去し、長男のホルミズド3世がシャフレ・レイで王位についた。弟のペーローズは、ミフラーン家の有力者であったラハム・ミフラーンの支援を受けて帝国の北東方面へ逃亡し、自身の王位を主張するために軍隊を集め始めた。こうしてサーサーン朝は分裂し、王家内で争う状況に陥った。二人の兄弟の母であるデナグが首都のクテシフォンから帝国の摂政として一時的に統治を行った。

## 家族

### 配偶者
- デナグ：ペルシア王女。おそらくサーサーン王家の出身。

### 子息
- ホルミズド3世：サーサーン朝の第17代（短期間で廃立されたシャープール4世とホスローを含む場合は第19代）君主。在位 : 457年 - 459年
- ペーローズ1世：サーサーン朝の第18代（第20代）君主。在位 : 459年 - 484年
- バラーシュ：サーサーン朝の第19代（第21代）君主。在位 : 484年 - 488年
- ザリル：サーサーン朝の皇子。485年の反乱で王位を主張した。